# Babia Góra
Babia Góra (polnisch) oder Babia hora (slowakisch), deutsch Weiberberg, oberschlesisch Babjo Gůra, ist ein Berg in den Saybuscher Beskiden.
Der 1725 m n.p.m. hohe Hauptgipfel  (poln. Diablak, slow. ohne Unterscheidung, deutsch Teufelspitze vom gesamten Massiv ebenfalls Babia hora) ist die mit weitem Abstand höchste Erhebung der Westbeskiden oder, je nach Definition (wenn man die Waldkarpaten östlich des Uschok-Passes nicht zu den Beskiden zählt), auch der gesamten Beskiden. Über das Massiv verläuft die polnisch-slowakische Grenze; der Hauptgipfel und etwa drei Viertel des ganzen Gebirgsstocks liegen in Polen. In der polnischen Tradition werden mehrere Nebengipfel genannt, die allerdings eine sehr geringe Schartenhöhe aufweisen. Ein eigenständiger prominenter Gipfel des Massivs ist mit einer Schartenhöhe von 109 m lediglich der 1517 m hohe Mała Babia Góra (Kleiner Weiberberg).

## Lage
Auf der slowakischen Seite des Berges liegt das Landschaftsschutzgebiet Horná Orava, auf der polnischen Seite der Nationalpark Babia Góra. Über den Berg verläuft die Europäische Hauptwasserscheide zwischen dem Schwarzen Meer (Donau) und der Ostsee (Weichsel).